# Reichswald-Gymnasium
Das Reichswald-Gymnasium (RWG) ist ein Gymnasium in staatlicher Trägerschaft in Ramstein-Miesenbach, Rheinland-Pfalz.

## Profil
Das Reichswald-Gymnasium bietet Englisch, Französisch und Latein als Fremdsprachen an und verleiht CertiLingua-Zertifikate. Es ist eine Netzwerkschule der Rheinland-Pfälzischen Technischen Universität Kaiserslautern-Landau und verleiht zum Ende der Sekundarstufe I MINT-Zertifikate.

## Geschichte
Bei ihrer Gründung 1997 war die Schule das zweite Gymnasium im Landkreis Kaiserslautern und war zunächst in den Räumen der benachbarten Dualen Oberschule (heute: Realschule plus) untergebracht. Im September 1999 wurde ein neues Schulgebäude bezogen und 2005 ein Anbau eingeweiht. 2006 wurde der erste Abiturjahrgang verabschiedet. 2014 wurde die Schule nach der Reichswald-Genossenschaft Kaiserslautern benannt.